# Liste der Auslandsvertretungen Südossetiens

Standorte der diplomatischen Vertretungen Südossetiens
Abchasien
Botschaften
Vertretungsbüros
Akkreditierte Botschaften

Dies ist eine Liste der diplomatischen und konsularischen Vertretungen Südossetiens. Der Staat wird weltweit lediglich von fünf allgemein anerkannten Staaten anerkannt (Nauru, Nicaragua, Russland, Syrien und Venezuela). Derzeit hat Südossetien zwei Botschaften und drei Vertretungsbüros im Ausland.

## Diplomatische und konsularische Vertretungen

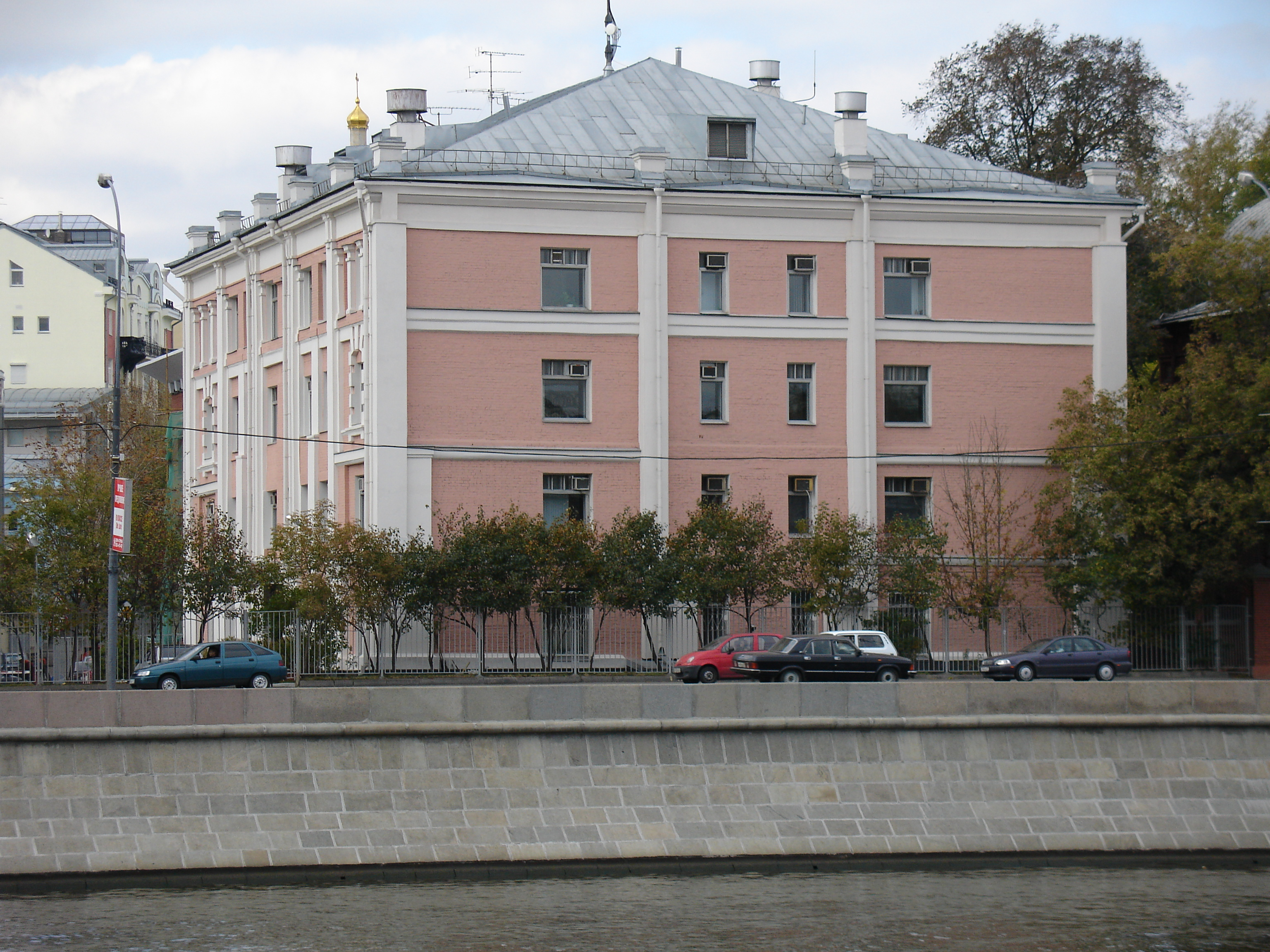
Botschaft Südossetiens in Moskau

### Europa
- Abchasien: Sochumi, Botschaft
- Bosnien und Herzegowina (Republika Srpska): Banja Luka, Vertretungsbüro
- Volksrepublik Donezk: Donezk, Vertretungsbüro
- Italien: Rom, Vertretungsbüro
- Russland: Moskau, Botschaft
- Transnistrien: Tiraspol, Vertretungsbüro